# Вишневський Дмитро Кузьмич
Вишневський Дмитро Кузьмич (2 січня 1871—?) — український історик.

## Життєпис

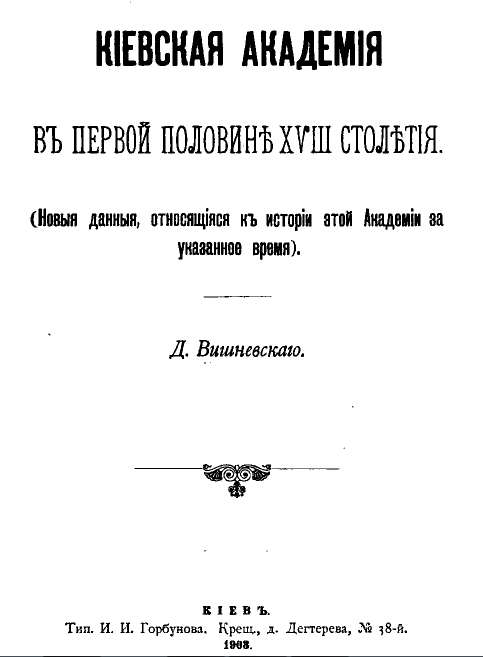
Д. Вишневський «Київська академія в першій половині XVIII століття», 1903. (титульна сторінка)

Дмитро Вишневський в 1903 році опублікував монографію «Киевская академия в первой половине XVIII столетия», на основі якої у 1904 році захистив в Київській духовній академії магістерську дисертацію, в котрій науково розглядався і був зібраний фактичний матеріал, що висвітлює організаційну структуру академії. Зокрема,  навчальні програми: курси поетики, риторики та філософії. Окрім того, подані списки студентів та викладачів духовного закладу 1-ї половини XVIII століття. Разом з тим, Вишневському  належить низка статей з історії Києво-Могилянської академії, де оповідається в тому числі студентський побут, а також дослідження щодо Чернігівського колегіуму, надрукованих в журналі «Киевская старина».

## Праці
- Драматическое произведение восемнадцатого века, найденное в рукописях Смоленской духовной семинарии : (Declamatio) : Реф., чит. 4 дек. 1896 г. в Смолен. церк.-археол. ком. Смоленск : типо-лит. Я. Н. Подземского, 1897
- Несколько документов XVII столетия, относящихся к истории Смоленской земли. Смоленск : Смолен. губ. стат. ком., 1900
- Описание рукописных собраний, находящихся в г. Смоленске : Вып. 1- / Д. К. Смоленск : Смолен. губернская типография, 1901
- Киевская академия в первой половине XVIII столетия // Киев: Тип. И. И. Горбунова, 1903; 371 c. [Архівовано 23 квітня 2020 у Wayback Machine.]
- Общее направление образования в Киевской академии в первой половине XVIII столетия : (Речь, сказ. 18 дек. 1903 г., пред защитой магистер. дис.: «Киевская академия в первой половине XVIII столетия» : (Новые данные, относящиеся к истории этой Академии за указ. время)) Киев : тип. Ун-та св. Владимира АО Н. Т. Корчак-Новицкого, 1904